# Eurockot Launch Services
Eurockot Launch Services GmbH —  коммерческий поставщик услуг космических запусков, совместное предприятие, которое создали в 1995 году EADS Astrium (51%) и Государственный космический научно-производственный центр имени М. В. Хруничева (49%).
Компания использует конверсионную ракету-носитель «Рокот» для запуска спутников на низкую околоземную орбиту с выделенного стартового комплекса на космодроме Плесецк на севере России.
Первый коммерческий запуск в рамках деятельности Eurockot состоялся в мае 2000 года.
Список запусков приведен в списке запусков РН «Рокот»

## Внешние ссылки
- www.eurockot.com Сайт компании